# Fußball-Oberliga 1994/95
Die Saison 1994/95 der Oberliga war die erste Saison der Oberliga als vierthöchste Spielklasse im Fußball in Deutschland nach Einführung der zunächst viergleisigen – später drei- und zweigleisigen – Regionalliga als dritthöchste Spielklasse zur Saison 1994/95.
Die Oberliga Nord und die Oberliga Nordost wurden erstmals als zweigleisige Ligen ausgespielt.

## Oberligen
- Oberliga Baden-Württemberg 1994/95
- Bayernliga 1994/95
- Oberliga Hessen 1994/95
- Oberliga Nord 1994/95 in zwei Staffeln (Niedersachsen/Bremen und Hamburg/Schleswig-Holstein)
- Oberliga Nordost 1994/95 in zwei Staffeln (Nord und Süd)
- Oberliga Nordrhein 1994/95
- Oberliga Südwest 1994/95
- Oberliga Westfalen 1994/95

## Aufstieg zur Regionalliga Süd
Die Vizemeister der Oberligen Hessen, die Amateure von Eintracht Frankfurt, Baden-Württemberg, VfR Pforzheim, und der Bayernliga, SpVgg Bayreuth, spielten in zwei Runden im K.-o.-Modus einen weiteren Aufsteiger in die Regionalliga Süd aus. Die Amateure von Eintracht Frankfurt erhielten für die erste Runde ein Freilos.
In der ersten Runde setzte sich dem VfR Pforzheim auf neutralem Platz im Würzburger Stadion an der Frankfurter Straße deutlich mit 4:0 gegen die SpVgg Bayreuth durch und erreichte die zweite Runde.
| Datum |               | Ergebnis |                |
| ----- | ------------- | -------- | -------------- |
| 7.6.  | VfR Pforzheim | 4:0      | SpVgg Bayreuth |

Das Spiel der zweiten Runde zwischen Pforzheim und Frankfurt fand ebenfalls auf neutralem Platz im Sandhausener Hardtwaldstadion statt. Die Frankfurter siegten mit 3:1 und stiegen in die Regionalliga auf.
| Datum |               | Ergebnis |                              |
| ----- | ------------- | -------- | ---------------------------- |
| 12.6. | VfR Pforzheim | 1:3      | Eintracht Frankfurt Amateure |